# 다크 아워 (2007년 영화)
《다크 아워》(스페인어: La Hora Fría)는 2007년 공개된 스페인의 SF 액션 스릴러 영화이다.

## 출연

### 주연
- 실케
- 오마 무노즈
- 페포 올리바
- 호르헤 카살두에로

### 조연
- 카롤라 맨자나레스
- 줄리오 퍼릴란
- 세르지오 빌라누에바
- 파블로 스콜라
- 나디아 드 산티아고
- 루이스 산체스-기욘

## 기타
- Line PD: 카멘 산체즈
- 의상: 마르 바르다비오
- 의상: 헬레나 산치스
- Ass-PD: 세바스찬 알바레즈
- Ass-PD: 제롬 드비브
- Ass-PD: 옥타비오 페르난데즈-로세스
- Ass-PD: 마가렛 니콜
- Ass-PD: 후안 A. 루이즈